# Edward Stanley (11e comte de Derby)
Pour les articles homonymes, voir Edward Stanley.
Edward Stanley, 11e comte de Derby (27 septembre 1689 – 22 février 1776), également connu comme Sir Edward Stanley, 5e baronnet, de 1714 à 1736, est un noble et un homme politique britannique.

## Biographie
Il est le fils de Thomas Stanley (4e baronnet), et Elizabeth Patten, et succède à son père dans la baronnie en 1714. Cette branche de la famille Stanley est connue comme les "Stanley de Bickerstaffe", sont les descendants de Sir James Stanley, jeune frère de Thomas Stanley (2e comte de Derby).
Il est nommé Shérif du Lancashire en 1723. Il est élu à la Chambre des Communes pour le Lancashire, en 1727, un siège qu'il occupe jusqu'en 1736, lorsqu'il succède à son parent éloigné James Stanley (10e comte de Derby), en tant que onzième comte de Derby, et prend son siège à la Chambre des lords. Plus tard, il devient Lord Lieutenant du Lancashire de 1741 à 1757 et à nouveau de 1771 à 1776.
Lord Derby épouse Elizabeth Hesketh, fille de Robert Hesketh, en 1714. Il est mort en février 1776, âgé de 86 ans, et est remplacé dans le comté par son petit-fils Édouard, son fils James Smith-Stanley, Lord Strange, étant mort avant lui. Sa fille, Lady Charlotte Stanley, épouse le général John Burgoyne. Son arrière-arrière-petit-fils Edward Smith-Stanley (14e comte de Derby), est trois fois Premier ministre du Royaume-Uni.